# Jerzy Lenczowski
Jerzy Lenczowski (ang. George Lenczowski; ur. 2 lutego 1915 w Petersburgu, zm. 19 lutego 2000 w Berkeley) – prawnik, dyplomata, naukowiec, profesor nauk politycznych na Uniwersytecie Kalifornijskim w Berkeley. Założyciel i przewodniczący Komitetu (później Centrum) Badań nad Bliskim Wschodem w Berkeley. Jeden z pierwszych amerykańskich uczonych specjalizujących się w problematyce współczesnego Bliskiego Wschodu.
Jego książka Amerykańscy prezydenci i Bliski Wschód (American Presidents and the Middle East) oraz The Other Arab-Israeli Conflict Stevena L. Spiegela i Peace Process Williama B. Quanda są uważane przez historyka i byłego ambasadora Izraela w Stanach Zjednoczonych Micha’ela Orena za „trzy z najważniejszych publikacji”, opisujących sytuację po II wojnie światowej i zaangażowanie Ameryki na Bliskim Wschodzie.
Ojciec Huberta i Johna Lenczowskiego, prezesa i założyciela Instytutu Polityki Światowej (The Institute of World Politics).

## Dzieciństwo i młodość
Urodził się polskiej rodzinie w Petersburgu jako syn Jerzego i Haliny z domu Drewnowskiej. Jego ojciec pracował do rewolucji październikowej jako inżynier. Jednym z jego najwcześniejszych wspomnień była niebezpieczna ucieczka przed bolszewikami do niepodległej już Polski, tuż przed wojną z Rosją, która wybuchła niebawem po zakończeniu I wojny światowej. W 1936 roku uzyskał dyplom na wydziale prawa Uniwersytetu Warszawskiego. Następnie kontynuował studia we Francji, gdzie uzyskał certyfikat w zakresie prawa cywilnego na Uniwersytecie w Paryżu (1936) i doktorat nauk prawnych w Lille (1937). Jego praca Contribution à l’étude des obligations contractuelles en droit international privé (Kontrakty w prawie prywatnym i międzynarodowym) w 1938 roku została wydana w Paryżu przez Domat-Montchrestien.

## Młodość
Po ukończeniu studiów wszedł do polskiej służby zagranicznej jako młodszy dyplomata i stacjonował w Brytyjskim Mandacie Palestyny, działając w charakterze urzędnika konsularnego oraz łącznika między władzami brytyjskimi i żydowskimi imigrantami z Polski. Był świadkiem rosnącej liczby Żydów rozpaczliwie uciekających z Europy Wschodniej. „Był zaangażowany w bardzo trudny i delikatny proces” powiedział jego syn – „Brytyjczycy próbowali kontrolować imigrację i Arabowie nie chcieli imigracji”.
Jego misja zakończyła się z chwilą najazdu Niemiec na Polskę i późniejszą jej okupację przez Niemcy i Rosję Sowiecką jesienią 1939 roku. W 1940 roku zgłosił się na ochotnika do służby w Samodzielnej Brygadzie Strzelców Karpackich, z którą z francuskiej Syrii udał się do Palestyny. Brał udział w działaniach Brygady w Egipcie i Libii, ale najbardziej widoczny był podczas oblężenia Tobruku, za co awansował na podporucznika. Pod koniec 1940 roku został odwołany z pola walki przez polskie Ministerstwo Spraw Zagranicznych i został attaché prasowym w Ambasadzie RP w Teheranie, stolicy Iranu. Tutaj był uczestnikiem wielkiej operacji udzielania pomocy setkom tysięcy Polaków, którzy właśnie zostali zwolnieni z sowieckich obozów koncentracyjnych po interwencji Wielkiej Brytanii.
W Teheranie poznał uwolnioną przez Sowietów Bronisławę Szylkiewicz (1913-1988), która w marcu 1943 roku została jego żoną. Był w Teheranie późną jesienią 1943 roku podczas konferencji Wielkiej Trójki: Franklina D. Roosevelta, Winstona Churchilla i Józefa Stalina. Niedługo później miała miejsce jego osobista tragedia: jego rodzice zostali aresztowani przez Niemców w czasie powstania warszawskiego i zamordowani w obozie koncentracyjnym.

## Do Ameryki
W 1945 roku, po podpisaniu porozumień jałtańskich, odmówił służby w komunistycznym rządzie Stalina w Polsce i postanowił szukać schronienia w Stanach Zjednoczonych. Po rocznych studiach na Uniwersytecie Johnsa Hopkinsa i dorywczej pracy w Oddziale Zagranicznych Radiostacji (Foreign Broadcasting Division) Departamentu Stanu (Department of State), znalazł pracę jako instruktor, później adiunkt w Hamilton College w stanie Nowy Jork. Znalazł się tam ze względu na osobę Petera Odegarda, jednej z głównych postaci ówczesnych czasów, dziekana wydziału nauk politycznych Berkeley.
W 1951 roku Lenczowski został obywatelem Stanów Zjednoczonych.

## W Berkeley
Na Berkeley pojawiał się w 1952 na zaproszenie Odegarda jako stowarzyszony profesor wizytujący, by po kolejnym roku badań i nauki języków w Libanie zostać zwyczajnym członkiem wydziału. Naukowym debiutem w Stanach Zjednoczonych stała się publikacja „Rosja i Zachód w Iranie” (Russia and the West in Iran) z 1949 roku. Niebawem, w 1952 roku ukazała się jego kolejna książka „Bliski Wschód w sprawach światowych” (The Middle East in World Affairs). Wznawiana trzykrotnie, od ponad trzech dekad jest najbardziej autorytatywnym tekstem o polityce w tym regionie. Czwarte wydanie zostało poddane przeglądowi przez Johna C. Campbella. Foreign Affairs w 1980 r. napisał: „Nowe wydanie zawiera obszerny materiał dodatkowy obejmujący – niczym w kalejdoskopie – wydarzenia minionych 18 lat, ale nadal pozostaje niezwykle wszechstronnym i niezawodnym wprowadzeniem w historię regionu i jako pozycja źródłowa”.
W Berkeley założył Komitet (później Centrum) Badań nad Bliskim Wschodem i był jego pierwszym przewodniczącym. Był jednym z pierwszych naukowców zajmujących się problematyka współczesnego Bliskiego Wschodu. Jako nauczyciel akademicki szanowany za swoją precyzję i otwartość, wychował pokolenia uczonych, którzy poświęcili mu opublikowane w 1988 roku dzieło Ideology and Power in the Middle East: Essays in Honor of George Lenczowski. David P. Gardner, rektor Uniwersytetu Kalifornijskiego, napisał w przedmowie książki Lenczowskiego, że przyczynia się ona „do lepszego zrozumienia Bliskiego Wschodu, a szczególnie lepszego zrozumienia jego rewolucji, relacji międzynarodowych i kluczowej roli ropy naftowej”. Od roku 1949 do śmierci napisał sześć książek i monografii. Jest współautorem bądź współredaktorem dwóch innych i opublikował prawie 100 artykułów naukowych na temat polityki Bliskiego Wschodu.
Przeszedł na emeryturę w 1985 roku. Jego ostatnia książka American Presidents and the Middle East została wydana w 1990 roku.

## Publikacje
- Russia and the West in Iran (1949)
- The Middle East in World Affairs (1952)
- Oil And State In The Middle East (1960)
- Political Elites in the Middle East (United States Interests in the Middle East) (Jul 1975)
- Iran Under the Pahlavis (Hoover Institution publication) (Dec 1978)
- American Presidents and the Middle East. Duke University Press, 1990. ISBN 0-8223-0972-6.